# Hotel FM
Hotel FM — румынская поп-группа из г. Орадя, образованная в апреле 2005 года. Группа состоит из британца Дэвида Брайана (англ. David Bryan) (переехавшего в Румынию из Дарлингтона, Англия), Габриэля Бэруца (рум. Gabriel Băruţa) и Алекса Суза (рум./венгер. Alex Szuz). Тогда музыканты выступили на нескольких концертах в Румынии и Германии и выпустили свой демо-альбом на CD.

## Состав

### Основной состав
- David Bryan (вокал)
- Gabriel Băruţa (клавишные)
- Alex Szuz (ударные)

### Сессионные участники
- Darius Neagu (перкуссия)
- Vicky Sava (арфа)
- Marius Văduva (перкуссия)
- Diana Mărmăneanu (танцовщица)
- Vlady Săteanu (басист)
- Gabi Drăgan (ударные)
- Nicolae Vedinas (вокал, флейта)

## Евровидение
31 декабря 2010 коллектив участвовал в румынском отборочном конкурсе на Евровидение 2011 с песней «Changes» («Перемены»), и выиграли его, заняв 1-е место с результатом 22 очка. Это дало право выступить группе на песенном конкурсе Евровидение в Дюссельдорфе (Германия) как участник от Румынии. Группа соревновалась во втором полуфинале. Ранее группа уже участвовала на отборочном конкурсе в 2010 году с песней «Come As One» («Все как один»), но заняла на нём только 4-е место.
«Hotel FM» выступили во втором полуфинале конкурса, набрав достаточное количество зрительских голосов, чтобы выйти в финал конкурса. В финале их результат оказался посредственным — набрав 77 баллов, коллектив финишировал семнадцатым.

## Дискография
По состоянию на февраль 2011 года дебютный альбом группы находится в процессе записи.

## Синглы
- Changes (2011)

## Интересные факты
- Объявление победителя румынского отборочного конкурса произошло ровно в полночь (00:00) 1 января 2011, то есть в самое начало Нового года.